# Louis Didier Jousselin
Louis Didier Jousselin (1776–1858) fue un ingeniero francés. Construyó un puente de tres kilómetros de largo en menos de tres meses durante el asedio sufrido por las tropas napoleónicas en Hamburgo en 1813. Su nombre es uno de los 72 nombres inscritos en laTorre Eiffel.

## Biografía
Louis Didier Jousselin nació en Blois el 1 de abril de 1776. Su padre era un abogado interesado en la política. Jousselin ingresó como uno de los primeros alumnos de la École Polytechnique, donde se graduó dos años más tarde. Después de convertirse en un ingeniero cualificado fue enviado como asistente al Canal del Norte cercano a Maastricht en mayo de 1808.

## Asedio de Hamburgo
Hacia 1811 el canal había sido completado y Jousselin fue nombrado Ingeniero Jefe en Hamburgo, por entonces bajo control francés durante las Guerras Napoleónicas. Fortificó la ciudad y resistió el asedio del Ejército ruso conteniendo a una población que no simpatizaba con los invasores franceses, siendo reconocido por estos hechos.

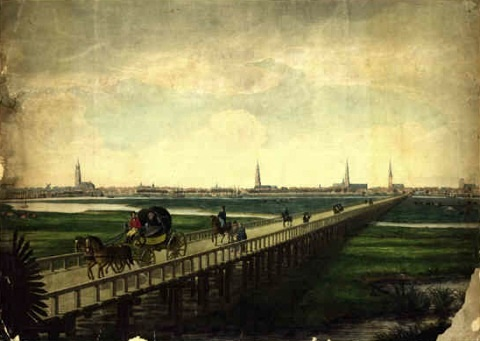
El puente en Hamburgo

Jousselin construyó un puente que servía a los defensores de la ciudad contra su asedio. El Mariscal Davout, necesitaba conseguir suministros a través del Río Elba. Sus consejeros le indicaron que las barcas eran la única solución. Jousselin fue convocado y aseguró que podía construir un puente en tres meses si se le suministraban los materiales que pidiese. El Mariscal aceptó el compromiso. El puente no solamente fue terminado venciendo la incredulidad de algunos: se construyó correctamente y dentro del tiempo que Jousselin había estimado. El puente tenía tres kilómetros de largo y enlazaba Hamburgo con Harburg sobre tierras inundables. El Mariscal Devout escribió a su mujer en octubre de 1813 asegurándole que Hamburgo era entonces inexpugnable. El puente se describió como bello y prodigioso. Jousselin fue reconocido en la misma medida en la que el Mariscal era incapaz de creer la cantidad de trabajo realizado.
El puente fue construido en 1813. Hamburgo era particularmente importante por su situación en las líneas de abastecimiento del ejército de Napoleón. La ciudad sólo fue rendida cuando llegaron órdenes al respecto del Rey de Francia tras la caída de Napoleón.

## Francia
El 24 de abril de 1814, Jousselin fue enviado de Ingeniero Jefe a Orleáns. Estaba allí el 20 de marzo de 1815 cuando se enteró del regreso de Napoleón desde Elba. Volvió a París y se puso en contacto con el Mariscal Davout. Davout recordaba al hábil ingeniero del puente de Hamburgo y le recomendó más adelante, escribiendo al Emperador informándole de las proezas de Jousselin. Le dijo a Napoleón que habría sido un prisionero de guerra en Siberia con sus 40.000 soldados si no hubiera sido por este ingeniero.
La contribución de Jousselin fue reconocida y se le nombró inspector general de Puentes. Sin embargo, al final de los "cien días" de Napoleón, todos sus decretos fueron revocados y Jousselin regresó a Orleáns.

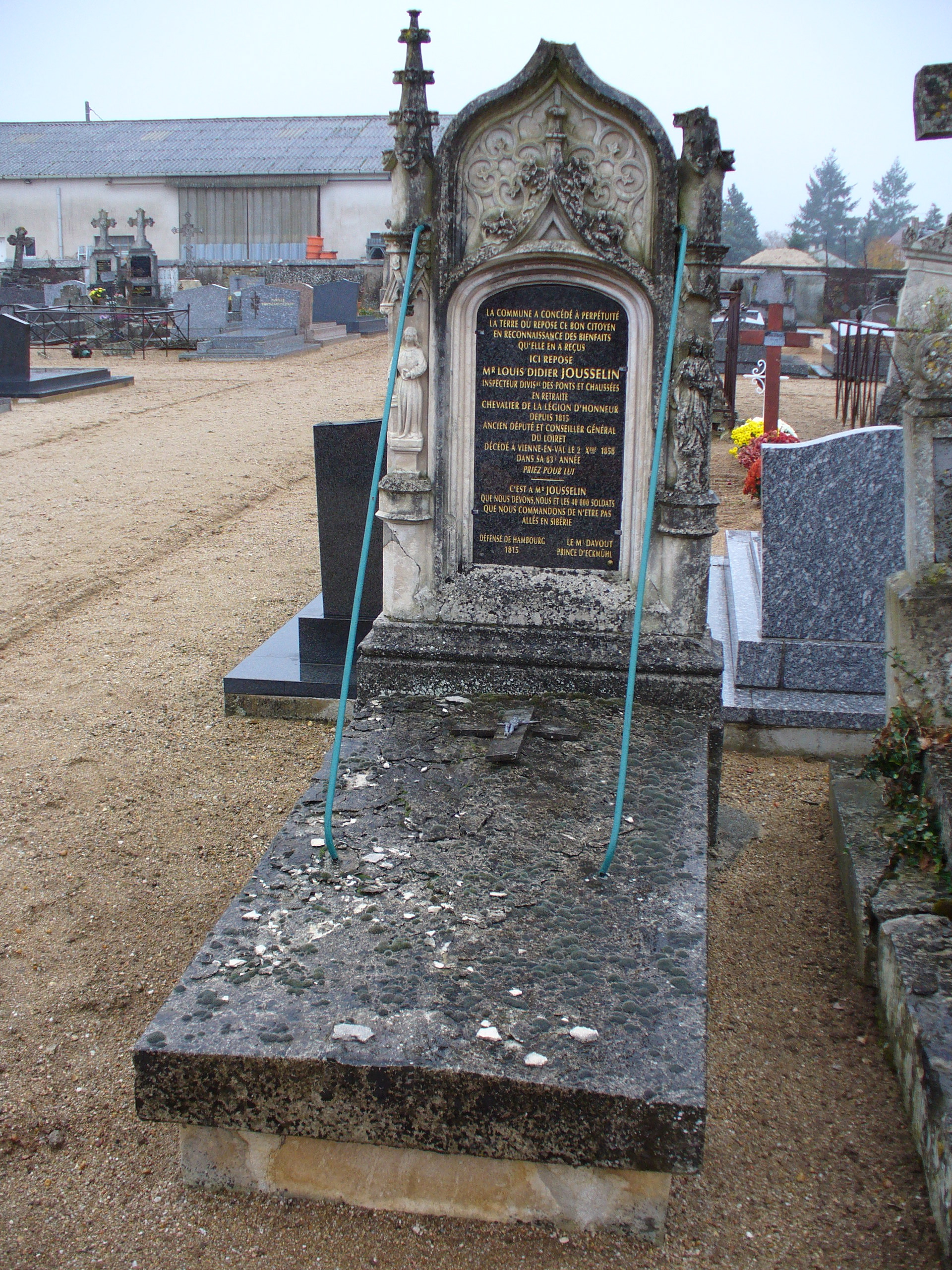
Tumba de Jousselin

El puente que había construido en Hamburgo fue decomisado en 1817, y no fue debidamente mantenido por los alemanes. Mientras tanto, el Ingeniero Jefe Jousselin construyó muelles en Orleáns alrededor de la boca del Loira. Con esta obra contribuyó a salvar a los habitantes de Orleáns de las inundaciones de 1846, 1856 y 1867.

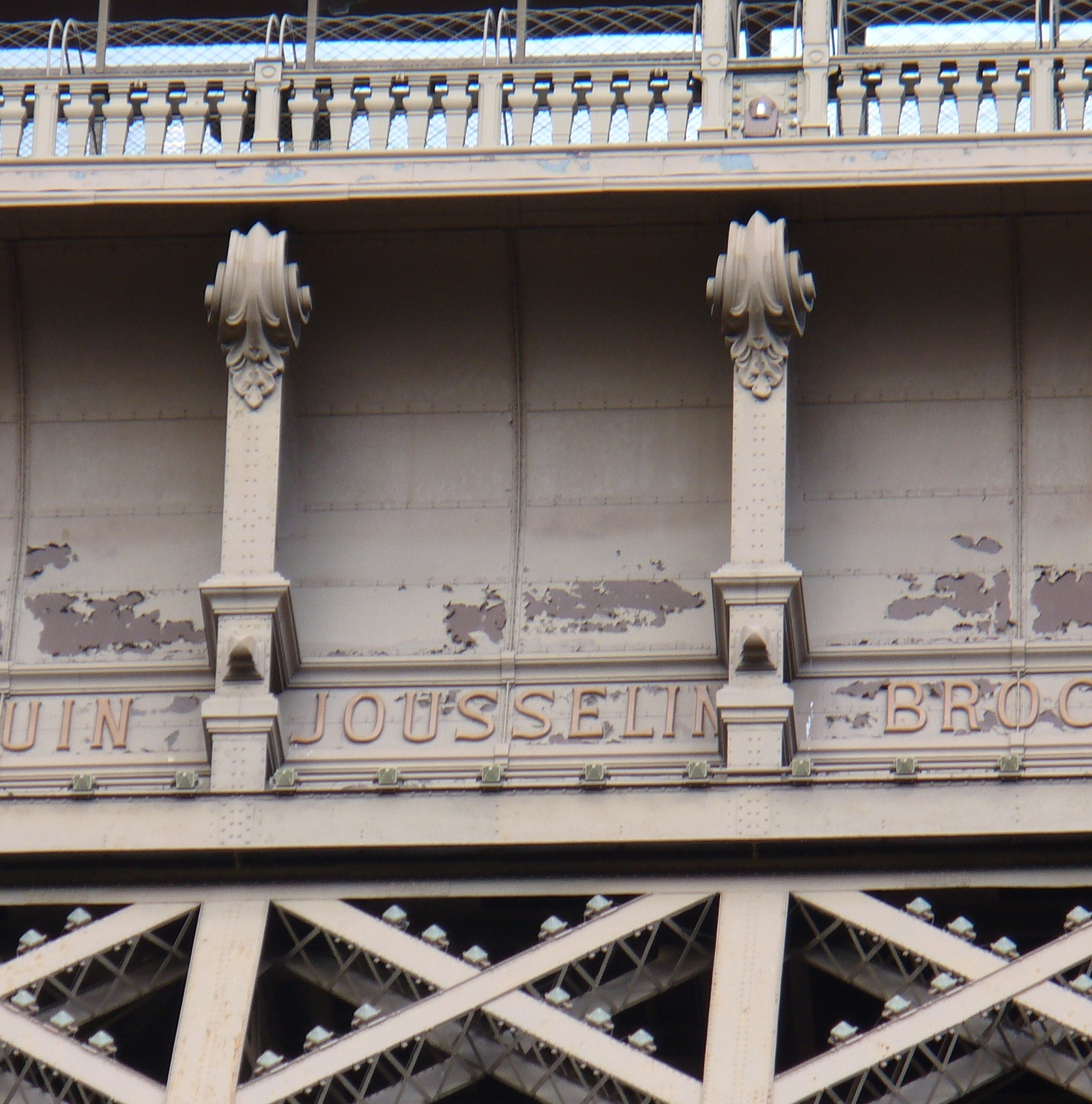
Jousselin es uno los 72 nombres en laTorre Eiffel

Fue diputado en Blois de 1831 a 1834. Continuó trabajando como ingeniero, interviniendo en el inicio de las obras del Canal Lateral del Loira.
Jousselin murió en Vienne-en-Val el 3 de diciembre de 1858.
Alexandre Louis Jousselin
El hermano mayor de Jousselin, Alexandre Louis Jousselin, quien también fue un ingeniero de puentes cualificado, le sobrevivió. Fue el ingeniero jefe de la región de Sena y Marne y construyó un puente sobre el río Sena en París. Algunos llamaban a Alexandre Jousselin el Asustado, por su carácter tímido y reservado, para diferenciarlo de Louis Didier, a quién apodaron, Jousselin el Asustador. Efectivamente, Jousselin era alto y tuvo una imponente presencia física.

## Reconocimientos
- Nombrado Caballero de la Legión de Honor.
- Jousselin es una de las setenta y dos personalidades que escogió Gustavo Eiffel cuando hizo posible su objetivo de construir la Torre Eiffel. Es el número 28 de esta lista.[6] Su nombre está en el lado opuesto a Grenelle.[7]
- Una calle de la ciudad de Orleáns recibió el nombre de Jousselin en su honor.[5]
- Una escuela primaria en Vienne-en-Val está nombrada en su honor.